# Холодна війна (Кларк)
«Холодна війна» (англ. Cold War) — науково-фантастичне оповідання британського письменника Артура Кларка, вперше опубліковане в 1956 році, згодом увійшло до збірки «Казки Білого Серця». Як і решта збірки, це байка у вигаданому пабі «Білий Харт», яку Гаррі Первіс розповідає другою.

## Сюжет
Історія, озвучена Пурвісом, описує схему, яку ніби то розробив штат Каліфорнія, щоб дискредитувати претензії Флориди на те, щоб називатися сонячним штатом Америки. Друг Пурвіса, який колись був командиром підводних човнів, найнятий на посаду капітана підводного човна, який перевозить машину з виробництва льоду до Атлантичного океану, і створює там невеликий айсберг. Айсберг повинен був дістатися до узбережжя Флориди, й внаслідок чого ця новина повинна нашкодити репутації Флориди як «гарячого» штату. Однак при цьому вони вибирають місце невдале для створення айсбергів, оскільки воно прилягає до території тестування ракет, одна з яких знищує айсберг. Припускаючи, що це літак зазнав катастрофи, вони вирушають оглянути ймовірне місце катастрофи, проте виявляють, що насправді це був російський човен, який тестував ракету. Вони встигають налякати росіян та знешкодити ракету. Проте ідея з айсбергом зазнала невдачі.

## Публікація
Спочатку оповідання було опублікована в журналі «Satellite Science Fiction», згодом воно було опубліковано під 12-м номером у збірці Кларка «Історії з Білого серця». Рецензент Гелексі Флойд С. Гейл відзначив збірку як «легкий та пінистий, як збірник прибічників, який мені пощастило читати».